# Каражар (Бухар-Жирауський район)
Каража́р (каз. Қаражар) — село у складі Бухар-Жирауського району Карагандинської області Казахстану. Адміністративний центр Каражарського сільського округу.
Населення — 834 особи (2021; 1067 у 2009, 1094 у 1999, 1341 у 1989).
Національний склад станом на 1989 рік:
- росіяни — 41 %;
- казахи — 32 %.